# Kerk van de Moeder Gods van de Onverwachte Vreugde
De Kerk van de Moeder Gods van de Onverwachte Vreugde (Russisch: Церковь Иконы Божией Матери Нечаянная Радость) is een van de weinige Russisch-orthodoxe kerken in Moskou die gedurende het Sovjet-tijdperk niet werd vernietigd of werd beschadigd. Sinds de wijding van de kerk bleef het gebouw altijd geopend voor de gelovigen.

## Geschiedenis
De kerk werd in de jaren 1899-1904 gebouwd op kosten en initiatief van de bewoners van het toenmalige dorp Marino. De grond werd door graaf Alexander Dmitrivitsj Sjeremetev geschonken. De kerk werd gebouwd in de stijl van de orthodoxe kerken van de 17e eeuw. Op 20 juni 1904 werd de kerk gewijd door metropoliet Vladimir van Moskou.
Het gebied waarin het dorp en de kerk lag maakte deel uit van een groot bos dat tot in de jaren 1960 een zeer slechte reputatie bezat. Zelfs de centrale overheid kon er lange tijd weinig grip op krijgen. Mogelijk dat dit heeft bijgedragen aan het feit dat kerk aan de grootscheepse vernietiging van kerken en klooster wist te ontsnappen. Zelfs de klok bleef in toren hangen, al mocht deze voor een lange periode niet worden geluid.

## Het verhaal van de Moeder Gods van de Onverwachte Vreugde
Gezien de slechte reputatie van het gebied is het niet verwonderlijk dat de kerk werd gewijd aan de Moeder Gods van de Onverwachte Vreugde. Het verhaal bij dit icoon gaat over een zondig persoon, die, voordat hij opnieuw een zware zonde zou begaan, knielde bij een icoon om tot de Moeder Gods te bidden. Tijdens zijn gebed schrok de zondaar hevig toen hij de intense bloedingen uit de handen en voeten van het Kind zag dat de Moeder Gods in haar arm droeg. Hij viel op de grond en vroeg de Moeder Gods wie die wonden had veroorzaakt. "U en andere zondaars", antwoordde de Moeder Gods, "jullie kruisigen mijn Zoon steeds weer". De geschrokken zondaar vroeg vervolgens de Heilige Maagd om vergiffenis. Sindsdien leefde de voormalige zondaar een zuiver en godvruchtig leven. Het verhaal werd de aanleiding voor het maken van de icoon waarop een man op zijn knieën bidt voor het beeld van de Moeder Gods met haar Kind, het icoon van de Moeder Gods van de Onverwachte Vreugde. Het icoon vormt, naast een icoon met de relieken van de heilige Trifon, het belangrijkste heiligdom van de kerk.